# 처청향

처청 향의 위치

처청향(한국어: 차성향, 중국어: 車城鄉, 병음: Chēchéng Xiāng)은 중화민국 핑둥 현의 향이다. 넓이는 49.8517km2이고, 인구는 2015년 8월 기준으로 8,986명이다.

## 지리
처청 향은 핑둥 현 남서부에 위치해, 북쪽은 팡산 향, 스쯔 향, 무단 향과 동쪽은 무단 향, 만저우 향과 남쪽은 헝춘 진과 각각 접하고, 서쪽은 타이완 해협에 접하고 있다. 헝춘 반도에 위치하는 처청 향은, 완만한 구릉지대가 형성되어 쓰충시(四重渓), 바오리시(保力渓)가 향 경계를 흐르고 있다. 열대 몬순 기후에 속하고, 연 10월부터 이듬해 2월에 걸쳐 지형의 영향으로 강한 산바람을 받는다.

## 역사
처청 향은 옛 이름은 시성(柴城)으로, 명말 정성공의 시기에 무장인 진문화가 이곳으로 이주 해 취락이 점차 형성되어 항춘 반도의 한족 이주를 위한 중심지로서의 지위를 형성했다. 청대가 되면서 한족 입식자가 증가해 원주민과의 충돌이 발생해, 원주민으로부터의 방위를 목적으로 지역의 동남쪽에 목책을 세웠고, 이것을 주민이 '시성'이라고 부른 것에서 유래한다. 대만어 시성과 음이 가까운 하카어의 차성(車城)으로 개칭되었다.
1920년의 타이완 지방제 개편 때, 이곳에는 샤조 장(車城庄)이 설치되어 다카오 주 고슌 군의 관할이 되었다. 전후에는 가오슝 현 처청 향으로 개편되었고 1950년에 핑둥 현에 귀속되어 현재에 이르고 있다.